# Felice (アルバム)
『Felice』（フェリーチェ）は、田村ゆかりのミニアルバム。
2025年6月18日にCana ariaから発売、株式会社テイチクエンタテインメントから販売された。

## 概要
前作『I love it♡』から約1年ぶりのリリースとなる田村ゆかりの7作目のミニアルバム。全曲書き下ろしの9曲構成になっている。

## 収録曲
1. Play!
作詞：川島亮祐
作曲・編曲：サクマリョウ
2. 恋はBoon Boon Boon
作詞：松井五郎
作曲・編曲：園田健太郎
3. 爪先立ちのシンデレラ
作詞：松井五郎
作曲・編曲：園田健太郎
4. 可愛いは誰のせい？
作詞：松井五郎
作曲・編曲：永塚健登
5. Flower ripples
作詞：松井五郎
作曲・編曲：Hato
6. キネマ
作詞：川島亮祐
作曲・編曲：前口ワタル
7. カーテンコールの向こうへ
作詞：松井五郎
作曲：矢吹香那
編曲：前口ワタル
ホーンアレンジ：前田大輔
8. しあわせCode
作詞：松井五郎
作曲・編曲：園田健太郎
9. 君の街まで
作詞：川島亮祐
作曲・編曲：サクマリョウ